# دیوار سبز بزرگ چین
دیوار سبز بزرگ، (چینی ساده: 三北防护林; چینی سنتی: 三北防護林; پین‌یین: Sānběi Fánghùlín) به‌طور رسمی با نام برنامه سه پناهگاه جنگلی شمالی، که آن را با نام برنامه سه کمربند شمالی نیز می‌شناسند، مجموعه ای از نوارهای جنگلی بادشکن (سرپناه) کاشته شده توسط انسان در چین است که برای جلوگیری از گسترش بیابان‌زایی، بیابان گبی و تأمین چوب برای مردم بومی طراحی شده‌است. این برنامه در سال ۱۹۷۸ شروع و برنامه‌ریزی شد و تقریباً در سال ۲۰۵۰ تکمیل و تخمین زده می‌شود مساحت آن ۴٬۵۰۰ کیلومتر (۲٬۸۰۰ مایل) خواهد بود. دیوار سبز قرار است در هر سه منطقه، شمال چین، شمال شرقی چین و شمال غربی چین این برنامه اجرا شود. این برنامه دارای پیش‌زمینه‌های تاریخی است که قدمت آن به قبل از دوره امروزی بازمی‌گردد. با این حال، در دوره‌های پیشامدرن، پروژه‌های جنگل‌کاری تحت حمایت دولت در امتداد مناطق مرزی تاریخی چین بیشتر برای استحکامات نظامی صورت گرفت.

## جلوه‌های بیابان گبی

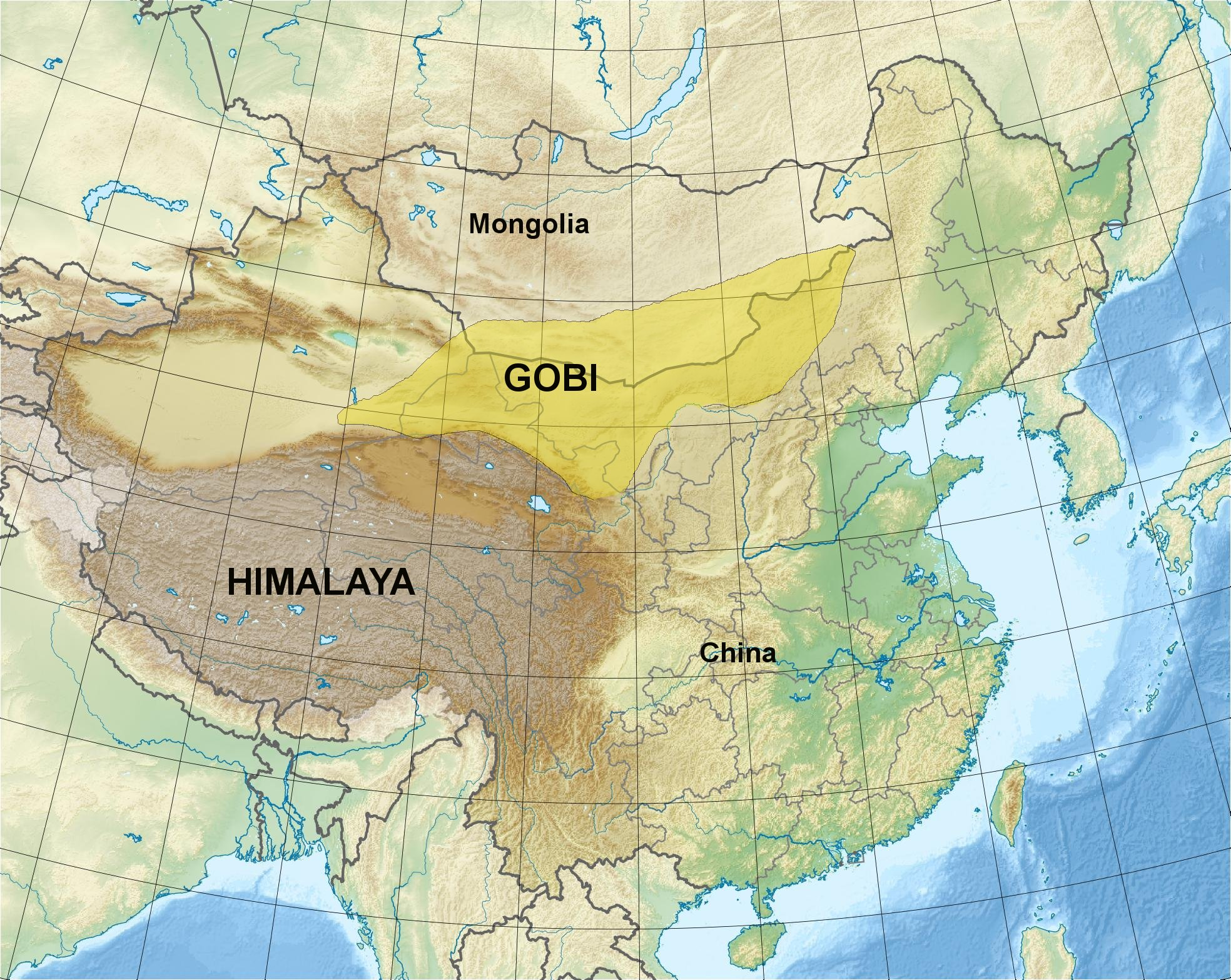
نقشه چین و بیابان گبی

چین ۳٬۶۰۰ کیلومتر مربع (۱٬۴۰۰ مایل مربع) علفزار دارد که هر سال توسط بیابان گبی از بین می‌رود. هر سال، طوفان شن بیش از ۲٬۰۰۰ کیلومتر مربع (۷۷۰ مایل مربع) را از بین می‌برد و شدت طوفان‌ها هر سال افزایش می‌یابد. این طوفان‌ها همچنین اثرات جدی‌ای بر کشاورزی سایر کشورهای مجاور مانند ژاپن، کره شمالی و کره جنوبی دارند. پروژه دیوار سبز در سال ۱۹۷۸ آغاز شد، در نتیجه کاهش بیابان‌زایی، برنامه پیشنهادی افزایش پوشش جنگلی شمال چین از ۵ به ۱۵ درصد، تغییر یافت.

حرکت جهانی گرد و غبار ناشی از طوفان گرد و غبار آسیایی

## روش‌شناسی و پیشرفت
فاز چهارم این پروژه که در سال ۲۰۰۳ آغاز شد، دارای دو بخش است: استفاده از بذرپاشی هوایی برای پوشش بخش‌های وسیعی از زمین‌هایی که خاک آن کمتر خشک است و ارائه مشوق‌های نقدی به کشاورزان برای کاشت درخت و درختچه در مناطقی که خشک‌تر هستند یک سیستم نظارتی ۱٫۲ میلیارد دلاری (شامل پایگاه‌های اطلاعاتی نقشه‌برداری و نظارت) نیز قرار است اجرا شود. «دیوار» دارای یک کمربند با پوشش گیاهی مقاوم در برابر شن خواهد بود که در الگوهای شطرنجی برای تثبیت تپه ماسه‌ای طراحی شده‌است. یک سکوی شنی در کنار پوشش گیاهی قرار خواهد گرفت تا ماسه را نگه دارد و پوسته خاک را با ثبات کند. درختان همچنین باید به عنوان بادشکن در برابر طوفان‌های شن عمل کنند.

## تلاش‌های فردی
همان‌طور که دولت چین تلاش‌هایی برای مبارزه با طوفان‌های شن از طریق جنگل کاری انجام داده‌است. نمونه‌های مختلفی از افراد هم وجود دارند که به صورت داوطلبانه این وظیفه را بر عهده می‌گیرند تا با محیطی که شن و ماسه به وجود می‌آورد مبارزه کنند. یین یوژن و لی یونگ‌شنگ هر دو چهره‌های غالبی هستند که با محیط‌هایی که در آن زندگی می‌کردند مبارزه کرده‌اند. تلاش‌های آن‌ها دهه‌ها طول کشید تا به آن دست یابند و اکوسیستم‌ها را به واحه‌هایی سرزنده و سرسبز در جایی تبدیل کرده‌اند که در غیر این صورت یک زمین بی‌حاصل بودند.
یین یوژن به تنهایی اقدام به کاشت درختان برای بازسازی محیط بی‌حاصل در مناطق نیمه خشک غربی چین کرد. تلاش‌های جنگل‌کاری یین توسط افرادی مانند شی جین پینگ، دبیرکل حزب کمونیست چین، که در کنگره ملی خلق ۲۰۲۰، اقدامات افرادی مانند یین را به‌عنوان یک دستاورد قابل توجه و بهبود کلی اکولوژی در چین توصیف کرد، به رسمیت شناخته شده‌است.

## سنجش موفقیت
از سال ۲۰۰۹، جنگل‌های کاشته شده چین بیش از ۵۰۰۰۰۰ کیلومتر مربع (با افزایش پوشش درختی از ۱۲٪ به ۱۸٪) - بزرگترین کشت کلان جنگل مصنوعی در جهان است. در سال ۲۰۰۸، طوفان‌های زمستانی ۱۰ درصد از ذخایر جنگلی جدید را از بین برد و باعث شد که بانک جهانی به چین توصیه کند که بیشتر روی کیفیت به جای کمیت در گونه‌های ذخایر خود تمرکز کند.

## مشکلات و انتقاد
اگر درختان موفق به ریشه زدن شوند، می‌توانند مقادیر زیادی از آب‌های زیرزمینی را جذب کنند، که برای مناطق خشک مانند شمال چین بسیار مشکل ساز خواهد بود. تحقیقات در مناطق جنگلی شده فلات لس نشان داده‌است که پوشش گیاهی مورد استفاده رطوبت را از سطوح عمیق‌تر خاک تا حدی در مقایسه با زمین‌های کشاورزی کاهش می‌دهد.
فرسایش زمین و کشاورزی بیش از حد، کاشت را در بسیاری از مناطق پروژه متوقف کرده‌است. افزایش سطوح آلودگی چین نیز خاک را ضعیف کرده و باعث شده در بسیاری از مناطق غیرقابل استفاده باشد.
علاوه بر این، کاشت قطعه‌های درختان سریع رشد، تنوع زیستی مناطق جنگلی را کاهش می‌دهد و مناطقی را ایجاد می‌کند که برای گیاهان و حیواناتی که معمولاً در جنگل‌ها یافت می‌شوند مناسب نیستند. جان مک کینون، رئیس برنامه تنوع زیستی اتحادیه اروپا و چین می‌گوید: «چین بیش از مجموع سایر نقاط جهان درخت می‌کارد». اما مشکل اینجاست که آنها مزارع تک کشت هستند. آنها مکان‌هایی نیستند که پرندگان بخواهند در آن زندگی کنند." فقدان تنوع همچنین درختان را مستعد ابتلا به بیماری‌ها می‌کند، همان‌طور که در سال ۲۰۰۰، زمانی که یک میلیارد درخت صنوبر در نینگ‌شیا به دلیل یک بیماری از بین رفت، ۲۰ سال تلاش کاشت را به عقب انداخت.
لیو توئو، رئیس دفتر کنترل بیابان‌زایی در اداره جنگل‌داری دولتی، بر این عقیده است که شکاف‌های زیادی در تلاش‌های کشور برای بازپس‌گیری زمین‌هایی که به بیابان تبدیل شده‌اند، وجود دارد. در سال ۲۰۱۱، حدود ۱٫۷۳ میلیون کیلومتر مربع زمین در چین وجود داشت که به بیابان تبدیل شده بود که از این تعداد ۵۳۰۰۰۰ کیلومتر مربع قابل بازیابی بود. اما با نرخ فعلی بازیابی ۱۷۱۷ کیلومتر مربع در سال، ۳۰۰ سال طول می‌کشد تا زمینی که به بیابان تبدیل شده‌است، بازیابی شود.
نگرانی این است که زمین شکننده نمی‌تواند چنین رشد عظیم و اجباری را پشتیبانی کند.

## روابط با تغییرات آب و هوایی
دانشمندان جنگل‌های چین استدلال کردند که مزارع درختان تک‌کشتی در جذب دی‌اکسید کربن گازهای گلخانه‌ای مؤثرتر از جنگل‌های با رشد آهسته هستند، بنابراین اگرچه تنوع ممکن است کمتر باشد، درختان ظاهراً به جبران انتشار کربن در چین کمک می‌کنند.